# Saint-Martin-d'Ablois
Saint-Martin-d'Ablois är en kommun i departementet Marne i regionen Grand Est (tidigare regionen Champagne-Ardenne) i nordöstra Frankrike. Kommunen ligger i kantonen Épernay 2e Canton som tillhör arrondissementet Épernay. År 2022 hade Saint-Martin-d'Ablois 1 355 invånare.

## Befolkningsutveckling
Antalet invånare i kommunen Saint-Martin-d'Ablois
| Referens: INSEE |